# Ситник Томаса
Ситник Томаса (Juncus thomasii) — вид рослин із родини ситникових (Juncaceae), що зростає у південній і центральній Європі, у Туреччині.

## Біоморфологічний опис
Багаторічна трава 25–100 см заввишки. Стебла з 1–2 базальними піхвами й 2–4 стебловими листками. Листки 10–30 см завдовжки. Суцвіття майже зонтикоподібне, верхівкове, багате, квітів по 5–20 у 20–50 пучках. Листочки оцвітини довші від коробочки, ланцетні, довго загострені, каштанові або чорні, 2.5–3.5 мм, внутрішні — трохи коротші від зовнішніх. Коробочка 2–3 мм завдовжки, 3-гранна, еліпсоїдна, з дуже коротким носиком. Насіння 0.5 мм завдовжки. Період цвітіння: червень — серпень.

## Середовище проживання
Зростає у південній і центральній Європі (пд. Італія, Албанія, Болгарія, Греція, Сербія та Косово, Македонія, Румунія, Молдова, зх. Україна, сх. Словаччина), у зх. Туреччині.
Населяє вологі луки, торфовища, водно-болотні угіддя та вологі пасовища від низовин до гір.
В Україні вид зростає у гірських лісах — у Карпатах. 

## Синоніми
Синоніми: Juncus digeneus Borbás, Juncus macedonicus Beauverd, Juncus melanocephalus Friv., Juncus palensis Maly, Juncus rochelianus Schult. & Schult.f..